# موناستیر
موناستیر (به ایتالیایی: Monastir) یک کومونه در ایتالیا است که در استان کالیاری واقع شده‌است.

## خصوصیات
موناستیر ۳۱٫۸ کیلومترمربع مساحت و ۴٬۵۳۲ نفر جمعیت دارد.